# Arlington Valles
Arlington Valles (4 de maio de 1886 — Los Angeles, 12 de abril de 1970) é um figurinista estadunidense. Venceu o Oscar de melhor figurino na edição de 1961 por Spartacus, ao lado de Bill Thomas.